# Molare (Italia)
Molare (Morele in piemontese, Morere in ligure) è un comune italiano di 1 981 abitanti della provincia di Alessandria, in Piemonte.
È uno dei comuni principali dell'Ovadese, area storico-culturale del Basso Piemonte e del Monferrato, che prende il nome dalla città di Ovada.

## Geografia fisica

### Clima
Il clima di Molare è molto simile al clima appenninico anche se rientra nella fascia padana; gli inverni sono freddi e nevosi con accumuli nevosi che si aggirano ai 50 cm, ma poco ventosi, spesso le temperature massime sono le temperature minime della riviera ligure, già dall'autunno si hanno minime che assumono valori negativi per le inversioni termiche da irraggiamento; le estati sono abbastanza afose e seppur meno che in città come, ad esempio, Alessandria o Acqui Terme, è facile comunque toccare i 30 °C.

## Storia

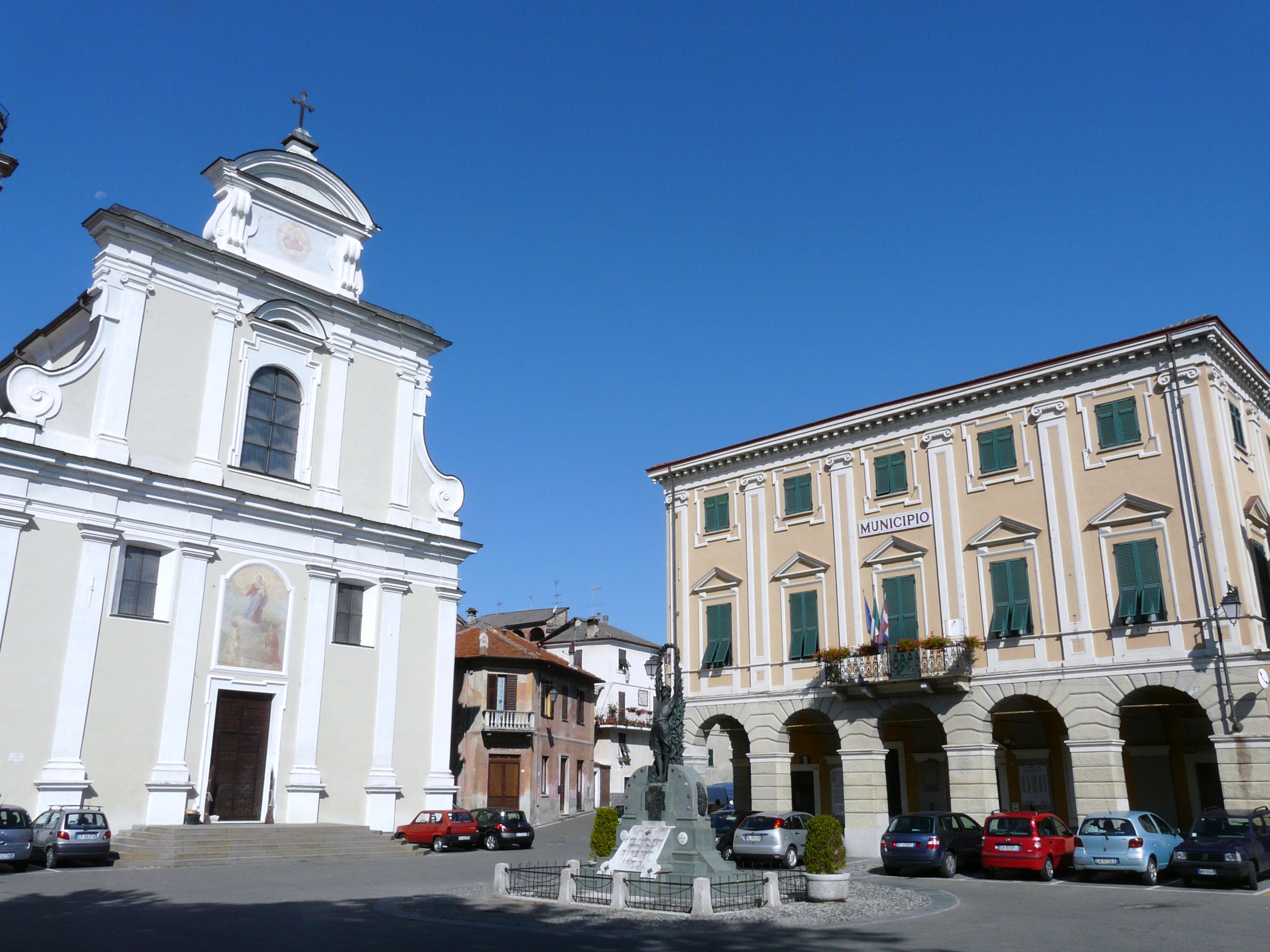
Piazza Guglielmo Marconi

Un primo centro abitato nella località Ceriato è attestato già da tempi antichissimi. Queste tribù di origine ligure, gli Stazielli, vennero sottomessi ai Romani dal II secolo a.C. Lo stesso toponimo di "Ceriato" deriverebbe da Cerere, dea delle messi. Questo insediamento venne distrutto dai Longobardi attorno al VII secolo d.C. Dopo il periodo carolingio, in cui i territori erano suddivisi tra conti e marchesi, si stanziarono nel luogo gli Aleramici, che costruirono un primo castello (Castrum de Molariis, XIII secolo). Dopo i Marchesi del Bosco (che contro l'espansione genovese si erano alleati con i Malaspina di Cremolino) e gli stessi Malaspina (dal 1331 fino al 1467), governarono sul borgo ormai cinto di mura i Paleologi. Il Quattrocento nel Monferrato fu segnato da guerre, carestie e pestilenze, così morirono due terzi della popolazione. Dal 1530 al 1700 circa questo territorio venne governato dai Gonzaga di Mantova. Tuttavia il borgo soffriva ancora della sua contesa tra Spagnoli, Genovesi, Austriaci, Francesi, e Piemontesi, e c'erano continui passaggi di proprietà, liti, faide e nefande occupazioni. Nel 1706 Molare venne annesso al dominio sabaudo e per qualche decennio attraversò un prosperoso periodo di pace durante il quale venne infeudato alle famiglie genovesi dei Grillo, Spinola e Gentile.Devastata da Francesi e Genovesi nel 1774, per tutta la seconda metà del Settecento attraversò continue carestie. Napoleone regnò sulla cittadina per quasi un ventennio, fino al 1815, quando i Savoia si ripresero il Piemonte. Da qui fino alla seconda guerra mondiale, Molare attraverserà una fase di pace e di crescita.
Si iniziò a costruire fuori delle mura, venne realizzata la strada di collegamento Ovada-Acqui Terme, che passava per il paese ed il ponte sull'Orba (1857). I Gaioli edificarono il castello medievaleggiante come loro residenza, mentre la città si espanse nella piana di Ceriato, raggiungendo i 1 900 abitanti nel 1860. Nel 1893 venne finita la ferrovia Acqui Terme-Genova. I nobili (come i Gaioli ed i Moscheni), si trasferirono nelle grandi città (Genova e Torino), causando una crisi anarchica dei mezzadri che venne interrotta nel 1907 con l'istituzione di un commissionariamento straordinario, che aveva in progetto la costruzione di una diga sull'Orba, rallentata dallo scoppio della Grande Guerra. Nel secondo conflitto mondiale i boschi attorno alla città fornirono rifugio per i Partigiani, mentre negli anni settanta e ottanta il boom economico causò esempi di speculazione edilizia, abbandono delle campagne ed emigrazione della popolazione verso le grandi città. Oggi ha comunque un consistente sviluppo demografico, grazie anche ai nuovi arrivi in cerca di una migliore qualità della vita.

### Il disastro di Molare
Il 13 agosto 1935 la sella Bric Zerbino (una delle due dighe che contenevano il lago di Ortiglieto), in seguito a forti piogge ed a una paleofrana, cedette scaricando a valle l'acqua dell'invaso. Furono colpiti i paesi di Molare (la zona del fiume e dei ponti stradali e ferroviari) e Ovada (soprattutto Piazza Castello) e le vittime furono stimate in 111.

### Simboli
Lo stemma e il gonfalone del comune di Molare sono stati concessi con decreto del presidente della Repubblica del 3 dicembre 1963.
Stemma
Gonfalone

## Monumenti e luoghi d'interesse
- Pieve di Campale: probabilmente pre-romanica e posizionata all'interno del Cimitero
- Castello Gajoli Boidi: prima costruzione nel XIII secolo da parte dei Malaspina poi modificato ed ampliato nel XIX secolo
- Palazzo Tornielli: ha facciata neoclassica, ampio scalone e balconate, un grande salone decorato con affreschi di Ignazio Tosi e si affaccia sul centro storico distrutto nel 1625; committente fu, nel 1834, il conte Celestino Tornielli; l'edificazione fu portata a termine dal figlio Giovanni. Fa parte del sistema dei "Castelli Aperti" del Basso Piemonte.

## Società

### Evoluzione demografica
negli ultimi cinquanta anni, a partire dal 1971, la popolazione residente è aumentata del 21 %.
Abitanti censiti

## Cultura

### Eventi
- Sagra del Polentone: da decenni la più importante festa del paese. Si celebra ufficialmente dalla prima metà del Novecento. Le sue radici si fondono nella tradizione popolare che narra di un piatto di polenta calda offerta da una famiglia nobile molarese ai pellegrini infreddoliti e affamati, bloccati in paese da un'eccezionale nevicata il giorno delle Ceneri. Attualmente si svolge in agosto. Da alcuni anni è affiancata dalle Polentiadi, che Si svolgono al campo sportivo durante la settimana del polentone e prevedono una serie di giochi in cui si sfidano squadre rappresentanti rioni del paese e squadre di paesi limitrofi
- La Campionissima: dal 2006 si tiene una cicloturistica riservata a biciclette d'epoca e ciclisti in abiti storici. L'evento, dedicato al ciclista molarese Antonio Negrini, si svolge ogni anno nel mese di maggio e prevede due giorni di ciclismo rievocativo con diversi eventi collaterali tra cui la mostra di bici e cimeli d'epoca e mercatino
- Molare in vendemmia: Pigiatura in piazza e Merenda rustica che si svolge la seconda domenica di settembre (a cura della Pro Loco)
- Gioco del lancio dello stoccafisso

## Infrastrutture e trasporti

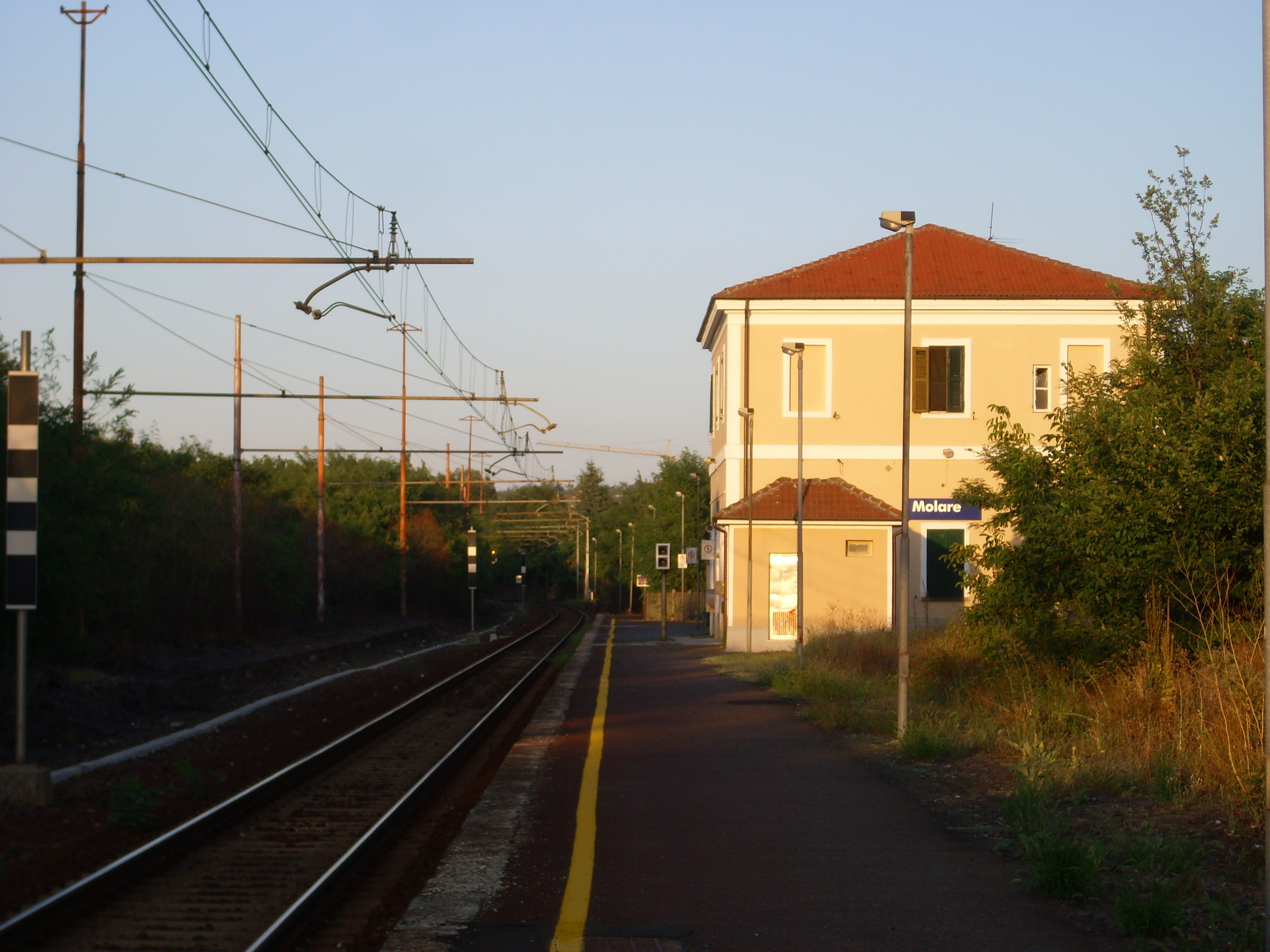
La stazione ferroviaria di Molare

### Strade
Molare è situata lungo la ex strada statale 456 del Turchino che collega Genova Voltri con Asti.
Molare è il punto di partenza della SP205 strada provinciale Molare - Visone. È attraversata da due linee di autobus delle Autolinee S.A.A.M.O. (Società Autolinee Alto Monferrato Ovadese), con capolinea a Cassinelle nella frazione di Bandita, Carpeneto e Ovada e dalla linea ARFEA Ovada - Acqui Terme.

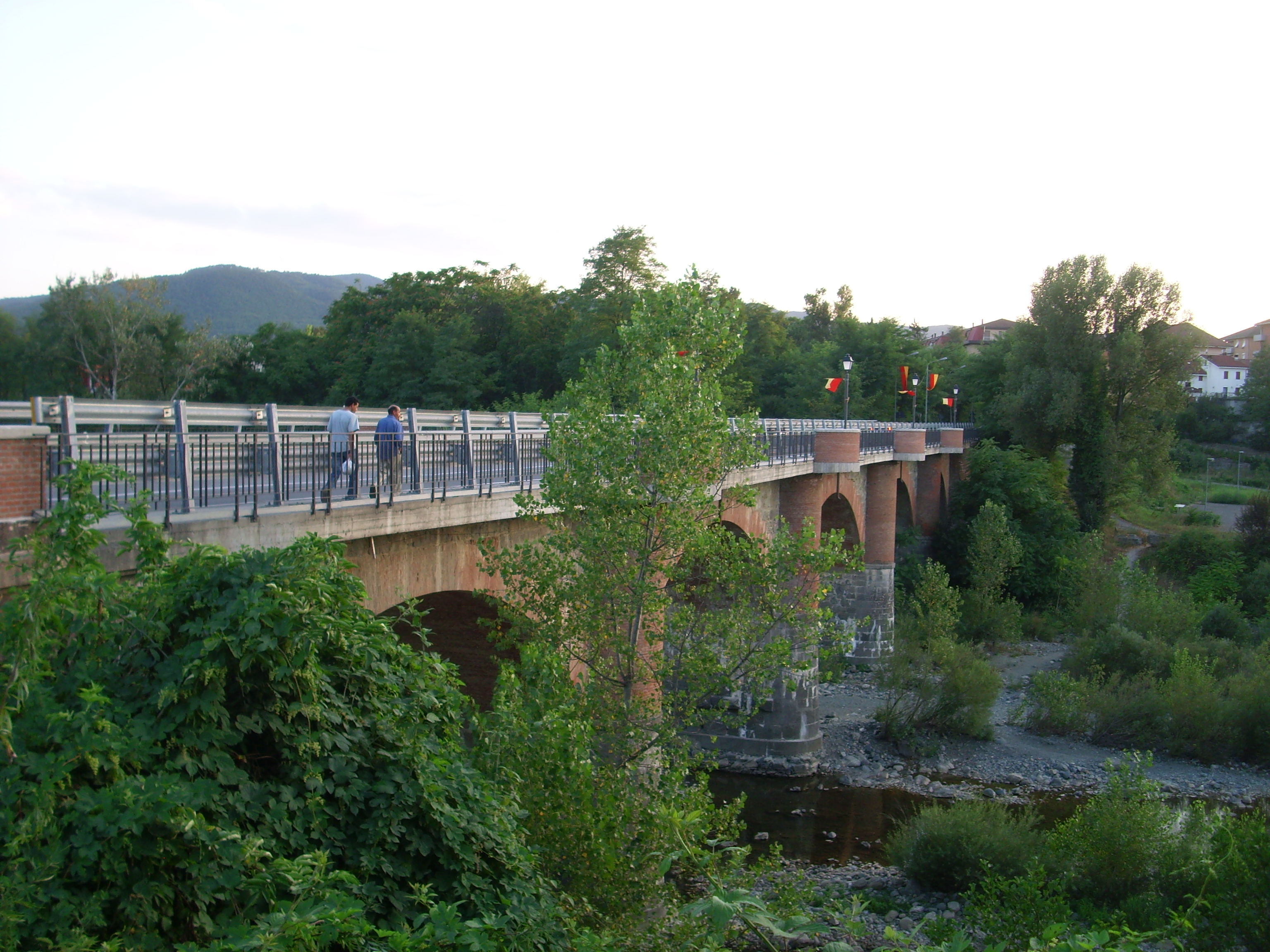
Il ponte di Molare sul torrente Orba, segna il confine tra Molare ed Ovada.

### Ferrovie
Molare è dotata di una stazione ferroviaria, relativa alla linea Acqui-Genova, situata però nel territorio del comune di Ovada, a poche centinaia di metri dal confine tra i due comuni.

## Amministrazione
Di seguito è presentata una tabella relativa alle amministrazioni che si sono succedute in questo comune.
| Periodo         | Periodo          | Primo cittadino              | Partito                       | Carica                    | Note  |
| --------------- | ---------------- | ---------------------------- | ----------------------------- | ------------------------- | ----- |
| 26 giugno 1985  | 11 giugno 1990   | Tito Romolo Negrini          | Partito Comunista Italiano    | Sindaco                   | [ 6 ] |
| 11 giugno 1990  | 24 aprile 1995   | Tito Romolo Negrini          | Partito Socialista Italiano   | Sindaco                   | [ 6 ] |
| 24 aprile 1995  | 14 giugno 1999   | Tito Romolo Negrini          | centro                        | Sindaco                   | [ 6 ] |
| 14 giugno 1999  | 14 giugno 2004   | Tito Romolo Negrini          | lista civica                  | Sindaco                   | [ 6 ] |
| 14 giugno 2004  | 8 giugno 2009    | Gianmarco Francesco Bisio    | lista civica                  | Sindaco                   | [ 6 ] |
| 8 giugno 2009   | 25 maggio 2014   | Gianmarco Francesco Bisio    | lista civica: pro Molare      | Sindaco                   | [ 6 ] |
| 26 maggio 2014  | 25 novembre 2016 | Enrica Albertelli In Bonaria |                               | Sindaco                   | [ 6 ] |
| 3 febbraio 2017 | 11 giugno 2017   | Raffaele Ricciardi           |                               | commissario straordinario | [ 6 ] |
| 11 giugno 2017  | 12 giugno 2022   | Andrea Barisone              | lista civica: Rivivere Molare | Sindaco                   | [ 6 ] |
| 12 giugno 2022  | in carica        | Andrea Barisone              | lista civica: Rivivere Molare | Sindaco                   | [ 6 ] |

## Sport

### Calcio
L'A.C.D. Pro Molare è la squadra calcistica avente sede a Molare e fondata nel 1926.
Attualmente è impegnata nel campionato regionale di Prima Categoria Gir. H della L.N.D. Piemonte VDA.
Imperniata nel triangolo industriale del Nord Italia, fra Genova e il Piemonte, la società può vantare una lunga e gloriosa storia, prima nei gironi liguri e poi in quelli piemontesi, con apice la vittoria del campionato di Promozione Ligure 1968-69 (spareggio per il primo posto in classifica e promozione in Serie D a Genova Stadio L. Ferraris il 25 maggio 1969: Pro Molare-Campese Mobilificio Triestino 3-1. La Pro Molare è promossa in Serie D.) e la successiva partecipazione al campionato di serie D.
Attualmente la società è guidata dal presidente Corrado Canepa.

## Galleria d'immagini

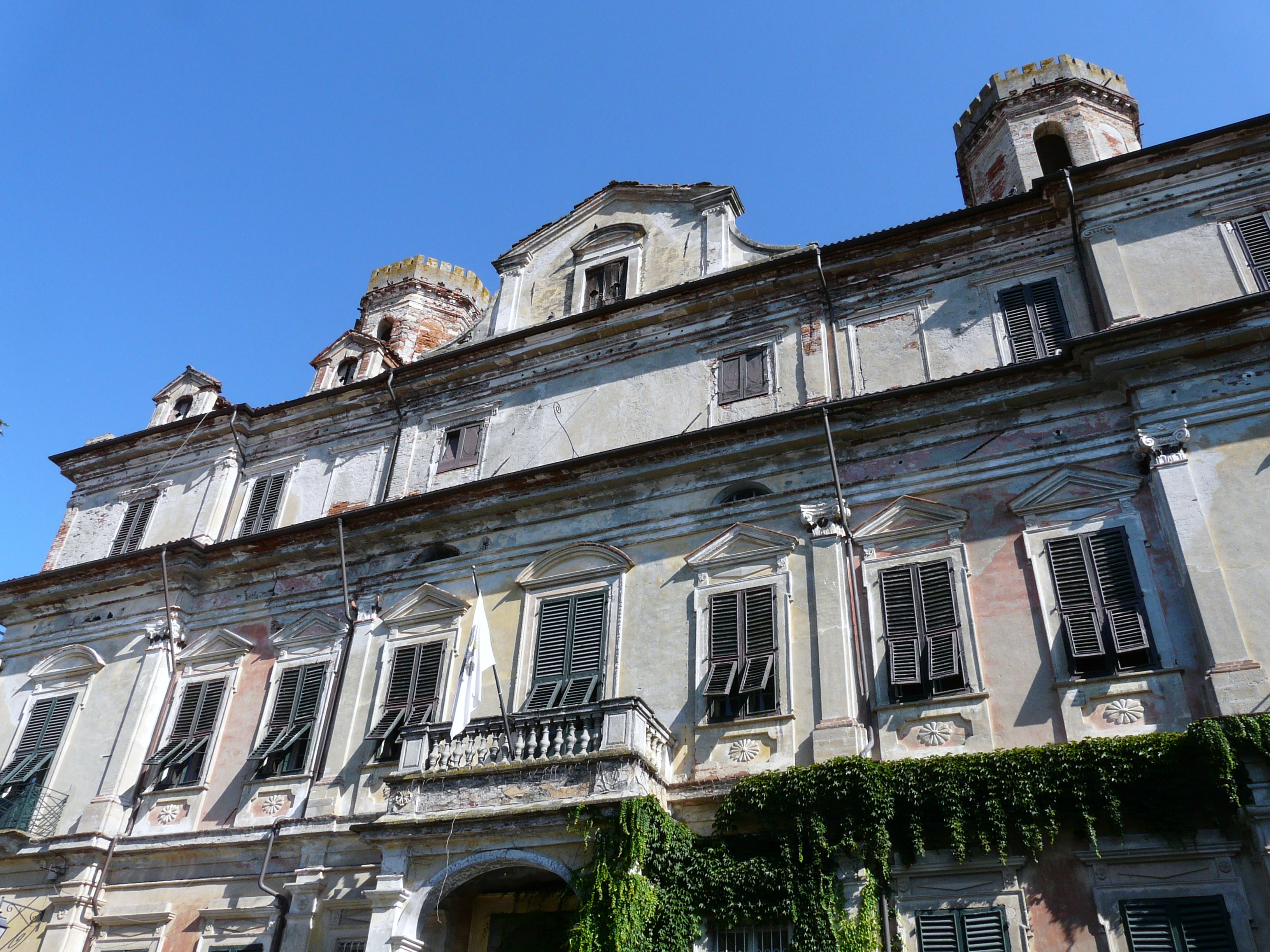
Palazzo dei Conti Tornielli
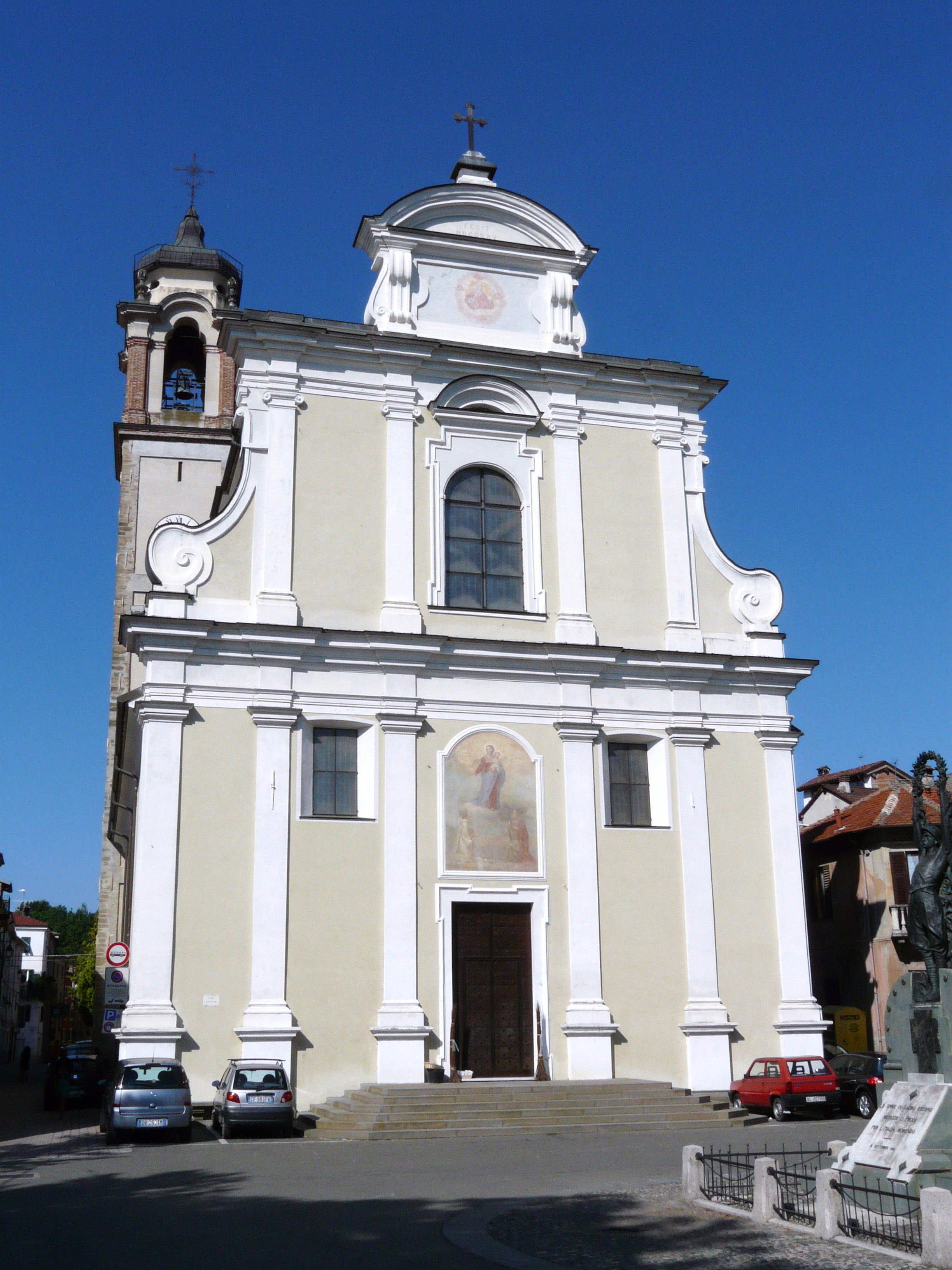
Chiesa di Sant'Urbano
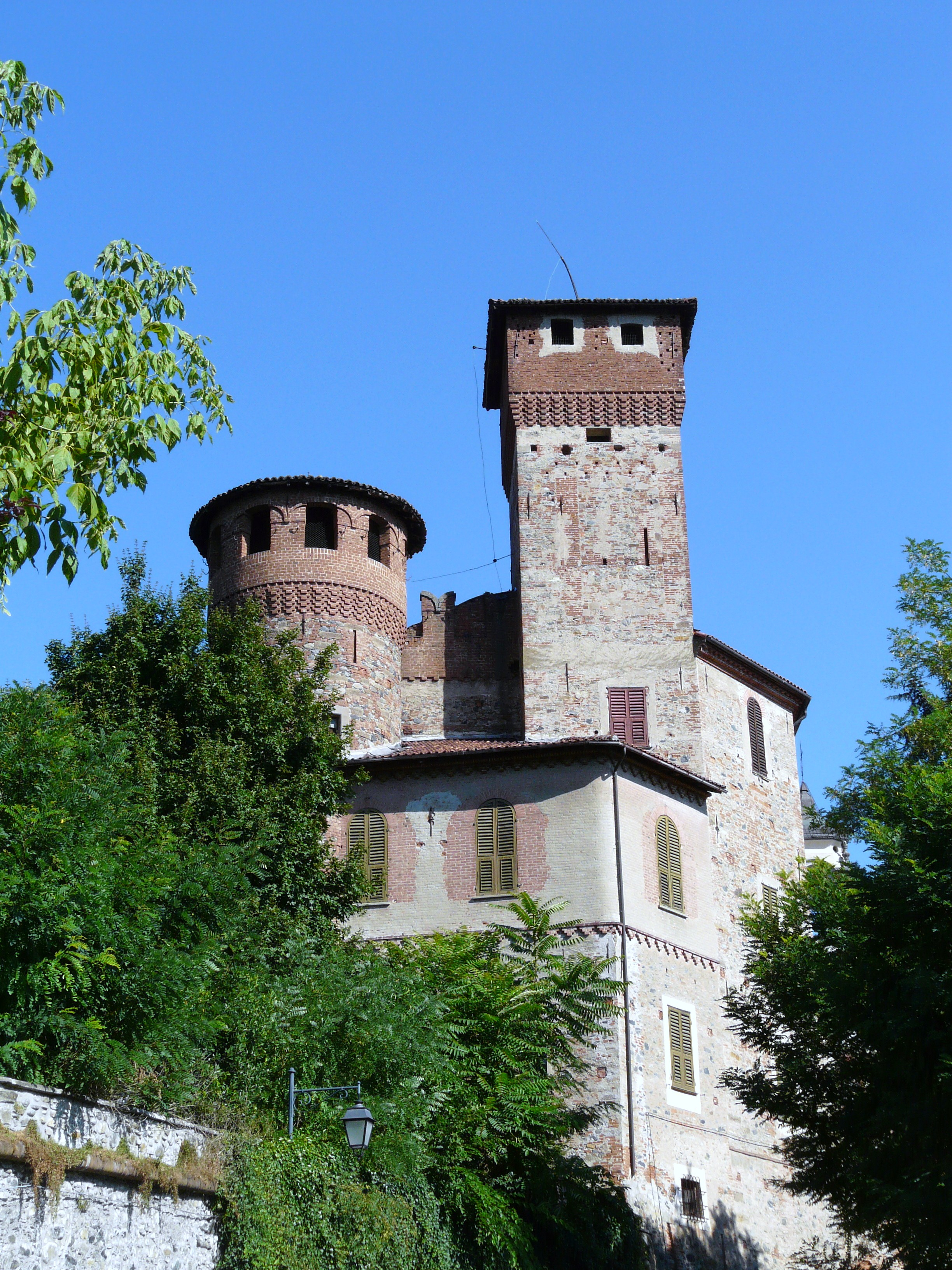
Castello Gajoli Boidi
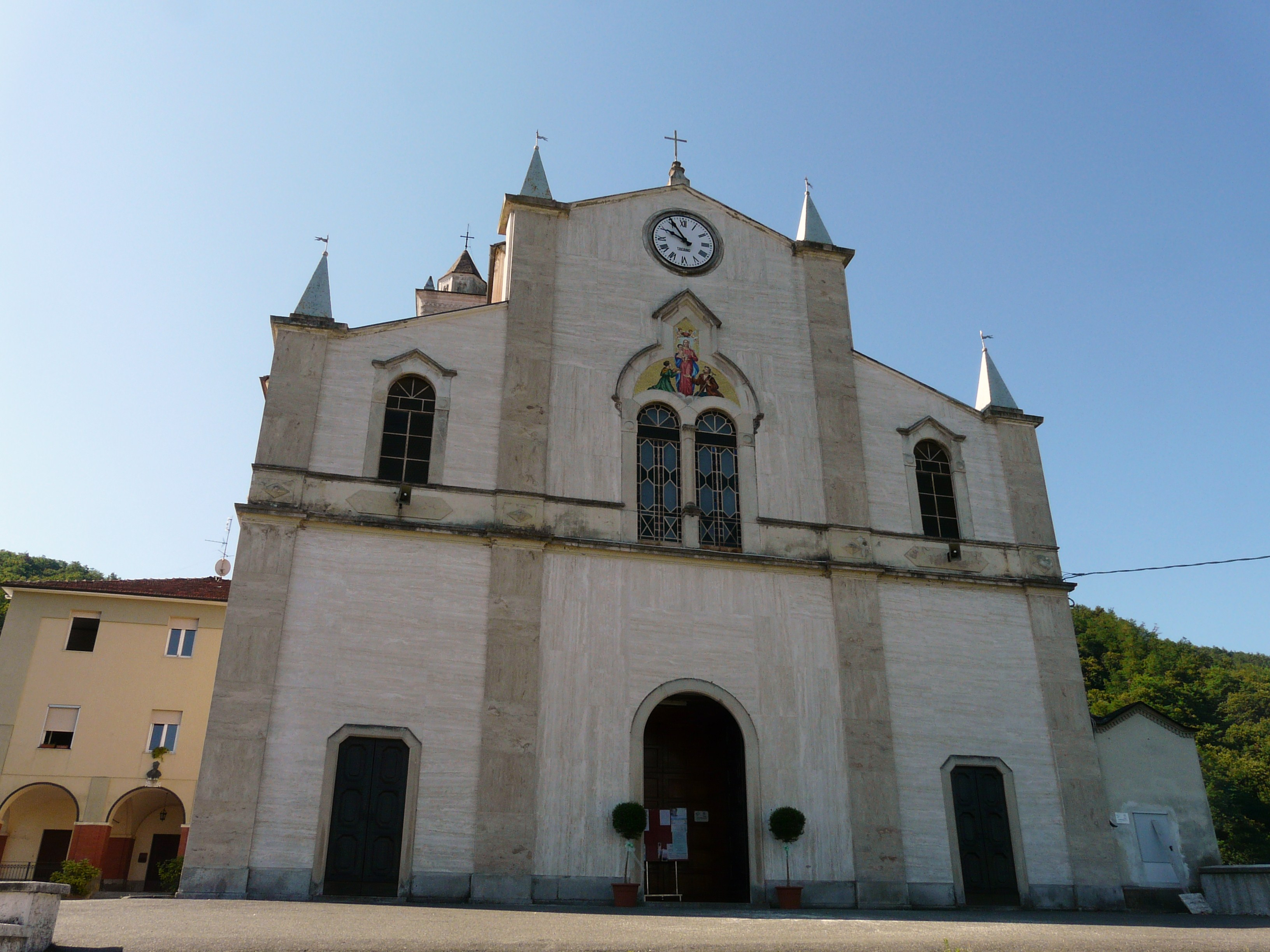
La facciata ottocentesca del seicentesco santuario di Nostra Signora delle Rocche